# Prelatura territorial de la Missió de França
La Prelatura territorial de la Missió de França o de Pontigny  (francès: Prélature territoriale de la Mission de France ou de Pontigny, llatí: Praelatura Territorialis Missionis Galliae seu Pontiniacensis) és una seu de l'Església Catòlica a França, sufragània de l'arquebisbat de Dijon. El 2013 tenia 850 batejats. Actualment està regida per l'arquebisbe Hervé Giraud.

## Territori
La prelatura territorial realment no té cap territori. Estén la seva jurisdicció als sacerdots i laics de la "Comunitat Missió de França", present a diverses diòcesis franceses i a l'exterior.
La catedral prelatícia és l'abadia de l'Assumpció de Maria Verge a Pontigny.

## Història
La Missió de França (en francès "Mission de France") va ser creada el 1941 pel cardenal Emmanuel Suhard, per «abatre el mur» que separava l'Església de la societat. Fidels a aquest esperit de trobada i diàleg amb els que no compartien la fe cristiana, els sacerdots i laics formaren la "Comunitat de la Missió de França", present en diverses diòcesis franceses i també a l'estranger.
El 15 d'agost de 1954, el Papa Pius XII va concedir a la Missió Francesa l'estatut de prelatura territorial amb la butlla Omnium ecclesiarum.
L'experiència va tenir el seu moment de gran fama en els anys immediatament anteriors al Concili Vaticà II, quan el model d'evangelització que proposava la Missió era un dels intents de reunió de l'Església i el món del treball. També es va inspirar en el moviment dels sacerdots obrers, que, suspès als anys cinquanta, va ser promogut de nou després del Concili.
Des de 1996, la prelatura territorial ha estat confiada a l'arquebisbe de Sens.

## Cronologia episcopal
- Achille Liénart † (13 de novembre de 1954 - 30 de novembre de 1964 renuncià)
- Gabriel Auguste François Marty † (22 de febrer de 1965 - 15 de juliol de 1968 renuncià)
- Henri Gufflet † (15 de juliol de 1968 - 22 de febrer de 1973 renuncià)
- André Gustave Bossuyt † (3 d'abril de 1974 - 30 de juliol de 1974 mort)
- Gabriel Auguste François Marty † (6 de maig de 1975 - 25 de novembre de 1975 renuncià) (per segona vegada)
- Roger Marie Élie Etchegaray (25 de novembre de 1975 - 23 d'abril de 1982 renuncià)
- Albert Florent Augustin Decourtray † (23 d'abril de 1982 - 1 d'octubre de 1988 renuncià)
- André Jean René Lacrampe, Ist. del Prado † (1 d'octubre de 1988 - 5 de gener de 1995 nomenat bisbe de Aiacciu)
- Georges Edmond Robert Gilson (2 d'agost de 1996 - 31 de desembre de 2004 jubilat)
- Yves François Patenôtre (31 de desembre de 2004 - 5 de març de 2015 jubilat)
- Hervé Giraud, des del 5 de març de 2015

## Estadístiques
A finals del 2013, la diòcesi tenia 850 batejats.
| any  | població | població | població | sacerdots | sacerdots       | sacerdots       | sacerdots             | diaques | religiosos | religiosos | parròquies |
| ---- | -------- | -------- | -------- | --------- | --------------- | --------------- | --------------------- | ------- | ---------- | ---------- | ---------- |
| any  | batejats | total    | %        | total     | clergat secular | clergat regular | batejats por sacerdot | diaques | homes      | dones      |            |
| 1990 | ?        | ?        | ?        | 1         | 1               |                 | 0                     | 1       |            |            | 1          |
| 1999 | 850      | ?        | ?        | 2         | 2               |                 | 425                   | 4       |            |            |            |
| 2000 | 850      | ?        | ?        | 1         | 1               |                 | 850                   | 5       |            |            |            |
| 2001 | 840      | ?        | ?        | 1         | 1               |                 | 840                   | 5       |            |            |            |
| 2002 | 840      | ?        | ?        | 1         | 1               |                 | 840                   | 5       |            |            |            |
| 2003 | 800      | ?        | ?        | 1         | 1               |                 | 800                   | 6       |            |            |            |
| 2004 | 800      | ?        | ?        |           |                 |                 |                       | 7       |            |            |            |
| 2013 | 850      | ?        | ?        | 1         | 1               |                 | 850                   | 14      |            |            | 1          |